# Spodnji Slemen
Spodnji Slemen este o localitate din comuna Selnica ob Dravi, Slovenia, cu o populație de 645 de locuitori.